# 神福山
神福山（じんぷくさん）は金剛山の南西に位置する山で、奈良県五條市と大阪府河内長野市の境にある標高792mの山である。金剛山地の一角をなし、大阪50山と奈良百遊山に指定されている。

## 解説
この山は、スギやヒノキが生い茂る、円錐形の山体をした典型的な神奈備山である。過去には、天狗峯と呼ばれた事もあり、葛城修験の霊山の一つであった。山頂部は樹林帯であるため、展望は全く利かない。この山頂には笹尾神社の小さい祠があり、南北朝時代に楠木正成が築いたとされる笹尾塞跡も残る。なお、神福山は五條市側の麓に所在する白鳳時代創建で役行者が開基したと伝わる密教霊場、青竜院大澤寺の山号でもある。
山頂には祠が二つ存在し、うち一方は高天佐太雄神社という名の、高天彦神社、高天岸野神社とともにどれも金剛山南麓に鎮座する高天三山を構成する神社の内の一社が鎮座している。高天三山は古代から祀られた山の神を祭祀しているものであり、また高天とは高天原を指すものであった。『神名帳考証』によれば、祭神は素戔嗚尊であるとされているが、現在では神福大金神、龍王神、大久保家祖神の御三体を祭祀している。また、もう一方には、高天神社が鎮座する。その他に、山岳仏教的には、葛城二十八宿第十九番経塚もあり、現在も勤行に励む熊野修験者が時折見られるほか、江戸初期にはこの地に神福山神福寺があったとされている。神福寺については、寺坊退転の関係で南麓の大澤寺に諸尊が移転するなどし廃寺となっている。
金剛山地を屯鶴峯から南下し、紀見峠を経て和泉山脈の岩湧山へ向かう、ダイヤモンドトレール（通称:ダイトレ）は、山頂付近の大阪側斜面を迂回する形をとっている。なお、山頂へ行くためには、『神福山と大沢寺』という大阪府設置の看板の所から脇道にそれる必要がある。

## 山頂などの画像

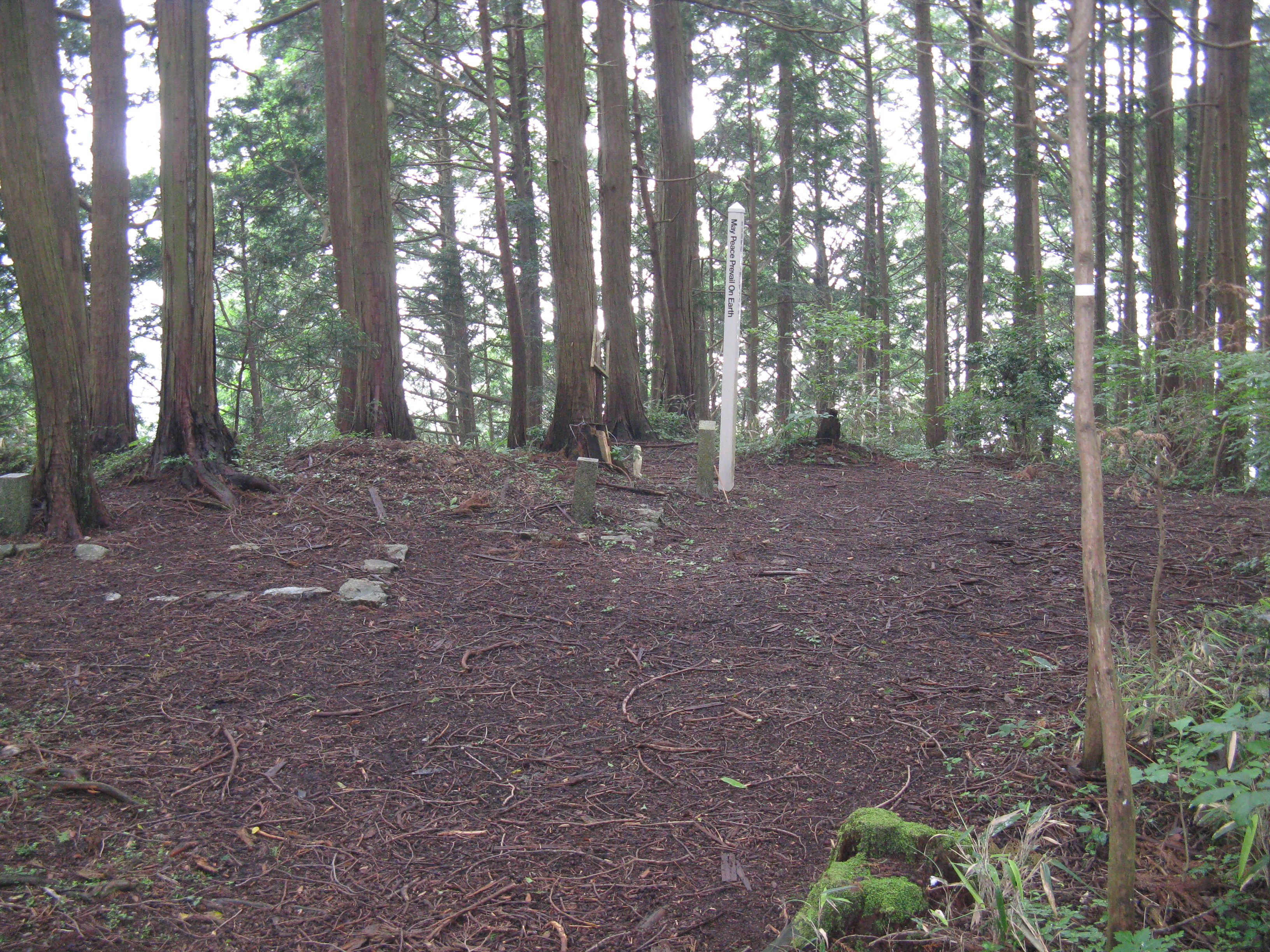
夏の神福山山頂の小広場の模様
神福山山頂の祠

## アクセス

山頂付近の登山道（ダイヤモンドトレールからの接続路）

この山へのアクセス方法は複数存在するが、最終的にはいずれの場合も最短で30分、長い場合は2～3時間程度の徒歩となる。ここでは、主なものを紹介する。

### 南海電車で行く場合
南海電車を利用する場合、複数のルートがある。いずれも、難波、新今宮、天下茶屋などから高野線に乗車する。その後次にあげる各駅で降車し徒歩で行く。
紀見峠駅からの場合は、徒歩で紀見峠へ行き、そこからダイヤモンドトレールを西の行者、タンボ山、杉尾峠、行者杉と東へ行く方法がある。また、天見からブンタ谷を通り、西の行者でダイヤモンドトレイルに合流する事もできる。
更に、河内長野から南海バスで石見川まで行き、そこから行者杉へ行きそこから東へ行くという方法もある。

### 近鉄電車で行く場合
近鉄電車を利用する場合は、あべの橋、古市などから富田林へ。そこから、金剛バスに乗車し千早ロープウェイ前で下車の上、徒歩で東條山方面へ行き、そこから千早峠を経由するルートが存在する。

### 金剛山から
金剛山からは、ダイヤモンドトレールを南下し、伏見峠、久留野峠、中葛城山、高谷山、千早峠と行くと良い。

## 関連項目

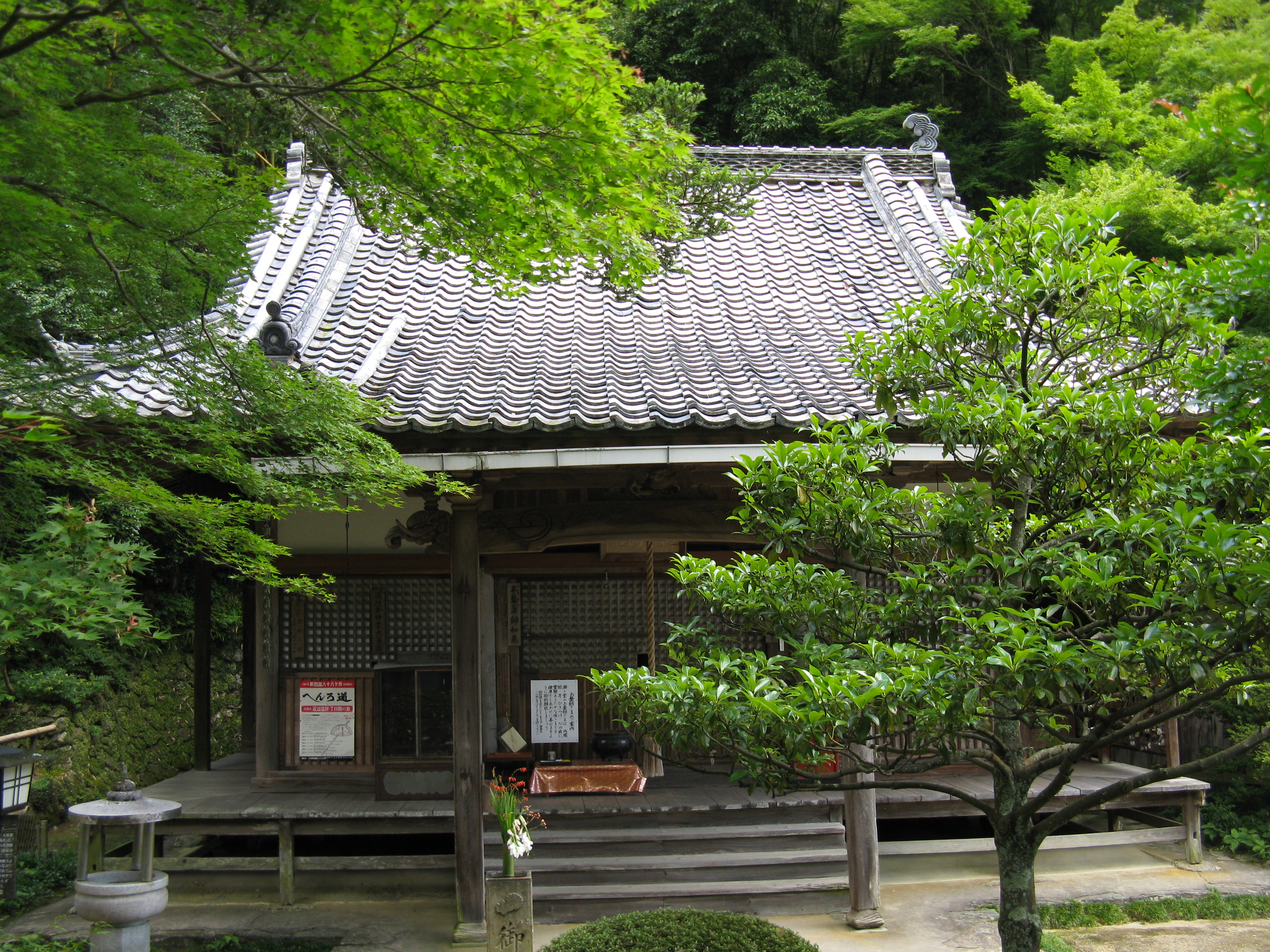
青龍院大澤寺

## 脚註
1. ↑  神福山
2. 1 2  『大阪50山』
3. 1 2  『葛城の峰と修験の道』
4. ↑  『葛嶺雑記』
5. ↑  『日本の神々』
6. ↑  『神名帳考証』（度会延経）には、「佐太雄者須佐能雄命乎、按太與納横音通」という記述がある。
7. ↑  『式内社調査報告』